# José Jerónimo Arzac
El general José María Jerónimo Arzac fue un militar y padre mexicano. Antes de la independencia combatió a los insurgentes comandados por Ignacio Sandoval junto a Manuel del Río y el Capitán Guzmán. El 16 de junio de 1821, el teniente coronel Anastacio Brizuela, Juan Bautista Ceballos y José Jerónimo Arzac declararon abiertamente sus simpatías por la causa independentista y ofrecieron sus servicios a Agustín de Iturbide en Colima. Luego de que en una maniobra sencilla del general Pedro Celestino Negrete y Anastacio Brizuela, Colima fuera declarada estado en 1823 y de que fracasara, Colima pasó a ser parte de uno de los 28 partidos de Jalisco. Con esto, Brizuela encabezó un movimiento para separar Colima de Jalisco mientras, al mismo tiempo, José Jerónimo Arzac lo hacía para que el territorio fuera incorporado a Michoacán, cosa que sucedió en 1835 al cambio de régimen federal como departamento de éste, quitándole su categoría de territorio que había ganado en 1824 por la Constitución federalista. Fue el primer diputado del Territorio de Colima en 1824 y es a él que se le debe que Colima se separara de Jalisco, se uniera a que obtuviera la categoría de ciudad en 1824 y de Territorio en 1857. Murió el 26 de mayo de 1840 en Almoloyan.